# Garlinge
Garlinge är en ort i distriktet Thanet, i grevskapet Kent, i England. Ward hade 4 986 invånare år 2021. Garlinge var en civil parish 1894–1935 när den blev en del av Margate, Ramsgate och Broadstairs and St Peters. Civil parish hade 590 invånare år 1931.